# Lomatia erynnis
Lomatia erynnis är en tvåvingeart som beskrevs av Friedrich Hermann Loew 1869. Lomatia erynnis ingår i släktet Lomatia och familjen svävflugor. Inga underarter finns listade i Catalogue of Life.